# سفارة أنغولا في إسبانيا
سفارة أنغولا في إسبانيا هي أرفع تمثيل دبلوماسي لدولة أنغولا لدى إسبانيا. تقع السفارة في مدريد وهي تهدف لتعزيز المصالح الأنغولية في إسبانيا.

## وصلات خارجية
- قائمة سفارات أنغولا
- قائمة السفارات في إسبانيا